# Bosseval-et-Briancourt
Bosseval-et-Briancourt ist eine Ortschaft und eine ehemalige französische Gemeinde mit 394 Einwohnern (Stand 1. Januar 2022) im Département Ardennes in der Region Grand Est. Sie gehörte zum Sedan und zum Kanton Sedan-1. 
Mit Wirkung vom 1. Januar 2017 wurden die früheren Gemeinden Vrigne-aux-Bois und Bosseval-et-Briancourt zu einer Commune nouvelle mit dem Namen Vrigne aux Bois zusammengelegt und haben in der neuen Gemeinde den Status einer Commune déléguée inne. Zur Unterscheidung von der alten Gemeinde führt die neue Gemeinde in ihrem Namen keine Bindestriche mehr. Der Verwaltungssitz befindet sich im Ort Vrigne-aux-Bois.

## Lage
Sie grenzte sie im Norden an Belgien, im Osten und im Süden an Donchery, im Südwesten an Vrigne-aux-Bois, im Westen an Issancourt-et-Rumel und Gernelle und im Nordwesten an Gespunsart.

## Bevölkerungsentwicklung
| Jahr      | 1962 | 1968 | 1975 | 1982 | 1990 | 1999 | 2008 | 2015 |
| --------- | ---- | ---- | ---- | ---- | ---- | ---- | ---- | ---- |
| Einwohner | 379  | 387  | 362  | 331  | 350  | 403  | 423  | 414  |